# Jihlava město
Jihlava město (do roku 1945 též v němčině Stadt Iglau) je železniční stanice v Jihlavě, krajském městě Kraje Vysočina, které se nachází na poblíž hranice Moravy s Čechami, nedaleko řeky Jihlavy. Leží na jednokolejné trati Havlíčkův Brod – Veselí nad Lužnicí, vzdálena asi 300 metrů od městského autobusového nádraží. Stanice leží na trati elektrizované soustavou (25 kV, 50 Hz AC).
V roce 2024 byla zahájena rekonstrukce stanice, v lednu 2025 byla zbourána původní nádražní budova.

## Historie
Stanice byla vybudována společností Českomoravská transverzální dráha (BMTB), jež usilovala o dostavbu traťového koridoru propojujícího již existující železnice v ose od západních Čech po Trenčianskou Teplou. 3. listopadu 1887 byl zahájen pravidelný provoz v úseku z Veselí nad Lužnicí právě do této stanice, odkud bylo možné pokračovat po železniční spojce přes viadukty k železniční stanici Jihlava vlastněné Rakouskou severozápadní dráhou (ONWB). Nádraží je umístěno do prostoru úpatí Královského vršku, v lokalitě, která byla zvažována též pro stanici ONWB, oproti té Jihlava město ovšem leží podstatně blíže centru města. Po zřízení městského nádraží byla starší stanice přejmenována na Iglau Nordwestbahnhof (Jihlava severozápadní nádraží).
Vzhled budovy byl vytvořen dle typizovaného architektonického vzoru shodného pro všechna nádraží v majetku BMTB. V areálu nádraží, které bylo konečnou stanicí celého úseku BMTB, bylo vystavěno též nákladové nádraží, vodárna, lokomotivní točna či ubytovna pro drážní zaměstnance.
Elektrická trakční soustava zde byla dána do provozu 28. května 1980.

## Popis
Nacházejí se zde tři úrovňová nástupiště, jedno je u budovy, k přístupu na další slouží přechody přes koleje.